# ルキウス・ゲヌキウス・アウェンティネンシス
 ルキウス・ゲヌキウス・アウェンティネンシス（ラテン語: Lucius Genucius Aventinensis、- 紀元前362年）は紀元前4世紀の共和政ローマの政治家・軍人。紀元前365年と紀元前362年に執政官（コンスル）を務めた。プレブス執政官としては初の軍事指揮官となったが、敗北して戦死した。

## 出自
ゲヌキウス氏族は、もともとはパトリキ（貴族）であったと思われ、紀元前451年にはティトゥス・ゲヌキウス・アウグリヌスが執政官に就任している。アウェンティネンシス自体はプレブス（平民）出身で、プレブス出身の執政官としてはルキウス・セクスティウス・セクスティヌス・ラテラヌスに続いて二人目となる。父のコグノーメン（第一名、個人名）はマルクス、祖父はグナエウスである。

## 最初の執政官（紀元前365年）
アウェンティネンシスは紀元前365年に執政官に就任、同僚執政官はクィントゥス・セルウィリウス・アハラであった 。
軍事的観点からは、この年は平穏であったが、疫病が流行しており、独裁官（ディクタトル）を5回務めたマルクス・フリウス・カミッルスも疫病で死亡している。ケンソル（監察官）一人、護民官3人も死亡し、一般市民も多くが犠牲となった。

## 二度目の執政官（紀元前362年）
紀元前362年、二度目の執政官に就任。同僚執政官は、前回と同じくアハラであった 。
紀元前366年に、ローマの同盟国であったヘルニキが反乱したとの噂が流れたが、その後しばらくは外交的解決を試みて戦争にはいたっていなかった。しかし、紀元前362年、ケントゥリア民会はヘルニキに対して正式に宣戦布告を行った。アウェンティネンシスはプレブス執政官として始めて軍の指揮を執ることとなった。しかし、ヘルニキ軍の待ち伏せ攻撃に遭い包囲され、兵士はパニックを起こしアウェンティネンシス自身も戦死した 。この敗北によって、パトリキはプレブス執政官の選出に反対するのは正当であると主張した。
ティトゥス・リウィウスによると、この年に地震か嵐でフォルム・ロマヌムが破壊され、その修復工事が難航したとする。その理由としてメッティウス・クルティウス（ローマの建国伝説に登場するサビニ人の軍人）の話を持ち出している。

## 参考資料
- ティトゥス・リウィウス『ローマ建国史』